# بينيتا ويليس
بينيتا ويليس (بالإنجليزية: Benita Johnson) هي منافسة ألعاب القوى أسترالية، ولدت في 6 مايو 1979 في ماكاي في أستراليا.

## وصلات خارجية
- بينيتا ويليس على موقع الاتحاد الدولي لألعاب القوى (الإنجليزية)
- بينيتا ويليس على موقع النتائج التاريخية لألعاب القوى الأسترالية (الإنجليزية)
- بينيتا ويليس على موقع أوليمبيديا (الإنجليزية)
- بينيتا ويليس على موقع اللجنة الأولمبية الأسترالية (الإنجليزية)
- بينيتا ويليس على موقع اتحاد ألعاب الكومنولث (مؤرشف) (الإنجليزية)